# Тайн

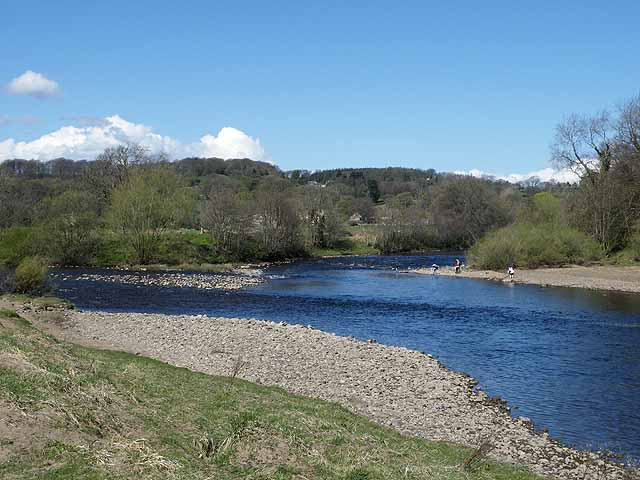
Злиття Північної (праворуч) і Південної Тайн (ліворуч) біля Ворден

Тайн (англ. River Tyne, i[ˈtaɪn]) — річка в Північно-Східній Англії. Її довжина (без урахування приток) складає 118 км. Вона утворюється злиття двох річок: Північної і Південної Тайн.

## Опис
Північна Тайн (англ. North Tyne) має витоки на кордоні з Шотландією, північніше водосховища Кілдер-вотер. Вона тече через ліс Кілдер і через село Беллінгхем, перш ніж досягти Хексема.
Південна Тайн (англ. South Tyne) має витоки у Алстонській пустці, Камбрія та протікає через міста Халтвістл і Хейдон Брідж, по долині, яку часто називають Танський розрив. На північ від Тайнського розриву лежить Адріанів вал. До речі джерело Південної Тайн знаходиться дуже близько до джерел інших двох великих річок промислового північного сходу Англії — річок Тіс та Вір. Долина Південної Тайн є частиною території видатної природної краси «Північні Пеннінські гори» — другої за величиною з 40 таких територій в Англії та Уельсі.
Дві річки зливаються в одну річку Тайн біля Ворден Рок поруч з Хексемом, Нортумберленд, у місці, що має назву Зустріч вод (англ. The Meeting of the Waters). На цій ділянці в середині 1980-х у річку були привнесені зараз процвітаючі запаси марени. Далі об'єднана річка тече через Корбрідж у Нортумберленді, входить в графство Тайн і Вір між Клара Вейл (в боро Гейтсхед на південному березі) і регіональним парком Тайн Ріверсайд (у Ньюкасл-апон-Тайн на північному березі) і продовжує розділяти Ньюкасл і Гейтсхед протягом наступних 21 км, де через річку перекинуто 10 мостів. На схід від Гейтсхеда і Ньюкасла, Тайн відділяє Геббурн і Джарроу на південному березі та Вокер і Волсенд на північному березі. Джарроу і Воллсенд пов'язані Тайнським тунелем під річкою. Нарешті вона впадає у Північне море між містами Південний Шілдс і Тайнмаус.
«Tyne Rivers Trust» оцінює басейн річки у 2936 км², що містить близько 4 399 км водних шляхів, 116 річок та 19 озер.

## Тайнський порт

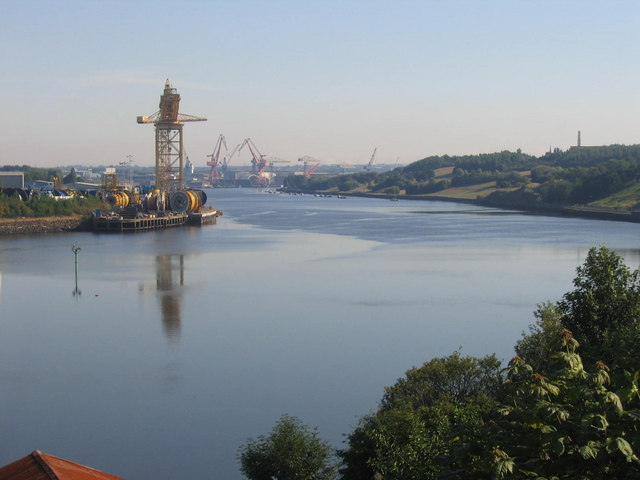
Вид на Тайн з набережної Білл Квай

Протікаючи у безпосередній близькості до історичних вугільних басейнів, Тайн була основним маршрутом для експорту вугілля з 13 століття до занепаду вугільної промисловості у Північно-Східній Англії у другій половині 20 століття. Найбільші вугільні пристані розташовувалися на Данстоні в Гейтсхеді, у Геббурні і Тайнс Док у Південному Шілдс. Вражаючі дерев'яні вугільні пірси для вантаження вугілля на кораблі у Данстоні, побудовані в 1890 році, були збережені, хоча вони були частково зруйновані в результаті пожежі в 2006 році. Тайнс Док і досі пов'язаний з вугіллям — у 2008 році було імпортовано 2 млн тонн вантажів. Нижня течія Тайну в кінці 19 і початку 20 століть була одним з найбільш важливих світових центрів суднобудування, і верфі ще досі існують у Південному Шілдс і Геббурні на південь від річки. На підтримку суднобудування і експортних галузей Тайнсайду, річка в нижній течії була сильно змінена у другій половині 19 століття, коли прибрали острови і випрямили меандри річки.
Припливна частина річки зараз управляється «Port of Tyne Authority».

## Походження імені
Нічого певного не відомо ні про походження назви Тайн, ні аж до саксонського періоду не відома річка під цією назвою. Тайнмут (англ. Tynemouth) записано англо-саксонською як «Tinanmuðe» (напевно, давальний відмінок). Існує теорія, що «Tīn» означало «річка» місцевою кельтською мовою або мовою, якою говорили в Англії до приходу кельтів: порівняйте з Tardebigge. Існує також річка Тайн, яка має витоки у Мідлотіан в Шотландії і тече через Східний Лотіан в Північне море. Річка Ведра на карті Римської Британії може бути Тайн або річка Вір. Джон Томас Тейлор припускав, що основне русло річки в давнину було там, що зараз відомо як Тім Веллі у Гейтсхеді, і мало стік у припливну частину річки через водоспад у Білл Пойнт. Його теорія певно не далека від істини, оскільки є докази того, що до останнього льодовикового періоду, річка Вір дійсно текла по поточній нижній частині русла річки Тім (притоки Тайна) і впадала у Тайн у Данстоні. Крига змінила русло Вір до його сучасного розташування, де річка тече на схід від русла Тайн та впадає у Північне море у Сандерленді.

## Переправи через річку
Річка Тайн має 26 переправ:

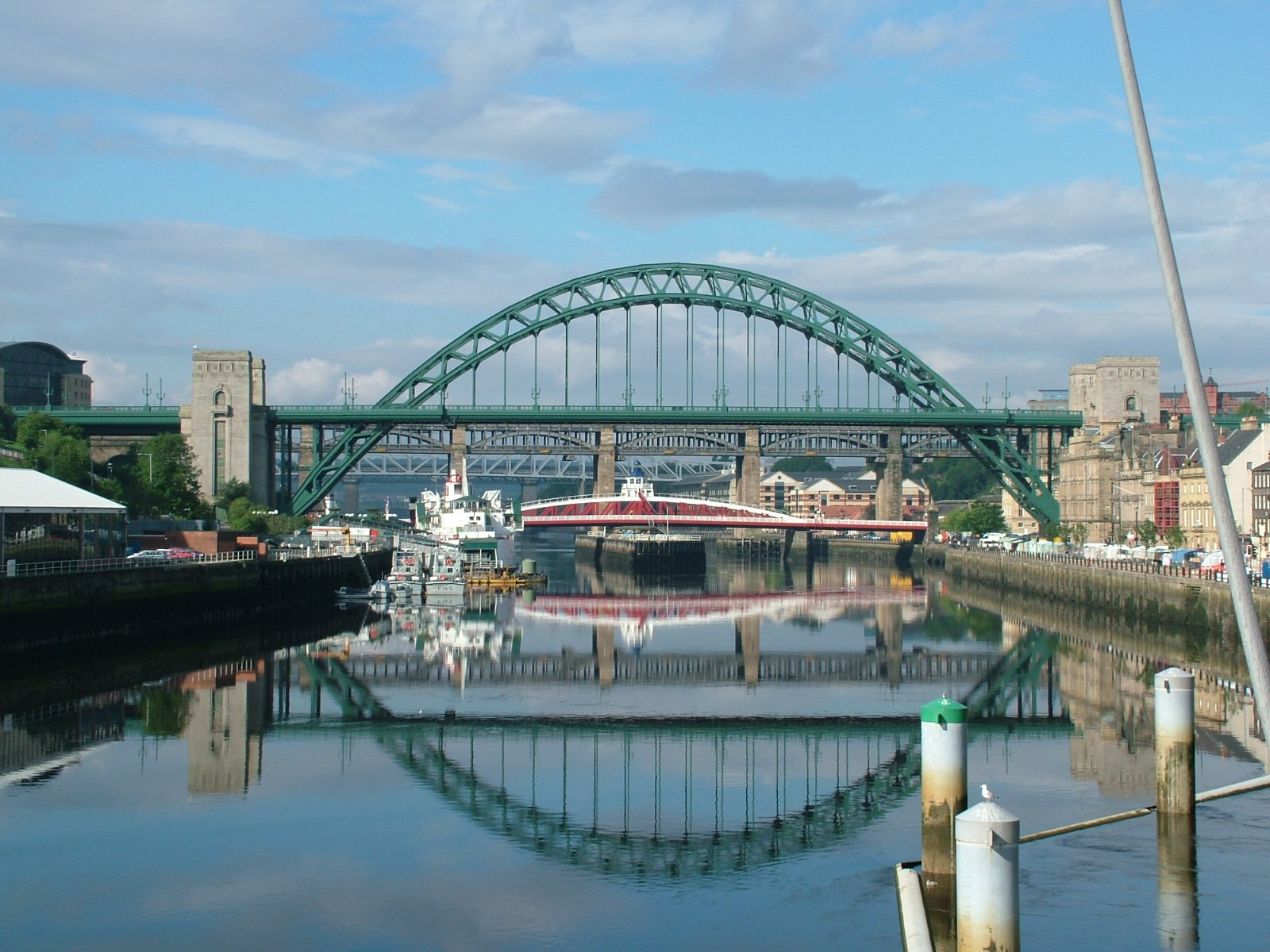
Тайнський міст через річку Тайн між Ньюкасл-апон-тайн і Гейтсхедом. Снятоз мосту Гейтсхед Мілленіум Брідж, дивлячись на захід, вверх по течії.

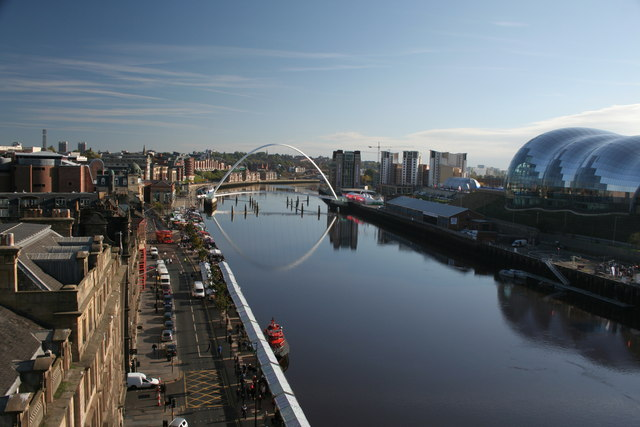
Річка Тайн тече через Ньюкасл-апон-Тайн

- «Shields Ferry» (поромна переправа між містами Північний та Південний Шілдс)
- Новий Тайнський тунель (дорога)
- Старий Тайнський тунель (дорога)
- Тайнський пішохідний та велосипедний тунель (пішки, на велосипеді)
- Гейтсхед Міленіум міст (пішохідний, на велосипеді)
- Тайнський міст (дорога, пішохідний)
- Розвідний (поворотний) міст (дорога, пішохідний)
- Високорівневий міст (залізничний, автомобільний, пішохідний)
- Метроміст Королеви Єлизавети II (Метрополітен Тайн-енд-Віру)
- міст Короля Едуарда VII (залізничний)
- Ред'юфський міст (дорога, пішохідний)
- Скотсвудський міст (дорога, пішохідний)
- Скотсвудський залізничний міст (не використовується як залізничний, тепер несе магістральні водопровід і газопровід)
- Блейдонський міст (дорога)
- Ньюборнський міст (дорога, пішохідний)
- Вілемський міст (дорога, пішохідний)
- Вілемський залізничний міст (пішохідний, на велосипеді, не використовується як залізничний)
- Овінджемський пішохідний міст (пішохідний)
- Овінджемський міст (дорога)
- Байвелський міст (дорога, пішохідний)
- Стайфордський міст (дорога, пішохідний)
- Корбридзьбкий  міст (дорога, пішохідний)
- Хексемський міст (дорога, пішохідний)
- Хексемський міст (дорога, зруйнований повінню у 1771)
- міст Прикордонних графств (колишній залізничний, лишились тільки пірси)
- міст Константіус (дорога)

Крім того, річка Північний Тайн має 7 переправ:
- Римський міст (зруйнований давньоримський міст)
- Чоллерфордський міст (дорога, пішохідний)
- Уоркський міст (пішохідний)
- Беллингемський міст (дорога, пішохідний)
- Фолстоунський міст (дорога, пішохідний)
- Кілдерський Віадук (пішохідний — раніше залізничний)
- Керсіклейг міст (дорога, пішохідний)

Річка Південний Тайн має 22 переправи:
- Ворденський залізничний міст (залізничний)
- Ворденський міст (дорога, пішохідний)
- Новий Хейдонський міст (дорога)
- Старий Хейдонський міст (пішохідний)
- Хейдонський міст-віадук (дорога, пішохідний)
- Ліпвудський залізничний міст (залізничний)
- міст Рідлі (дорога, пішки)
- залізничний міст Рідлі (залізничний)
- Мілхаус міст (у Бардон-Мілл) (пішохідний)
- Холтвістл А69 міст, схід (дорога)
- Алстонський арочний віадук (у Холтвістл) (занедбаний залізничний)
- Синій міст, Холтвістл (у Холтвістл) (пішохідний — раніше дорога)
- Беллістерський міст (у Холтвістл) (пішохідний — раніше дорога)
- Холтвістл А69 міст, захід (дорога, пішохідний)
- Фізерстоунський міст (дорога, пішохідний)
- Пішохідний міст Фізерстоунського замку (пішохідний)
- міст Даймонд Оук (у Коанвуд) (дорога, пішохідний)
- Пішохідний міст Ламблі (пішохідний)
- Віадук Ламблі (пішохідний — раніше залізничний)
- міст Ілс (дорога, пішки)
- Тайнський  (або Пивоварний) міст (у Алстоні) (дорога, пішохідний)
- Гарріджиллський міст (дорога, пішохідний)

## Охорона навколишнього середовища
Річка Тайн має благодійну організацію, спрямовану на захист і зміцнення її вод і прилеглих територій. «Tyne Rivers Trust», створена в 2004 році, — це громадська організація, яка працює, щоб поліпшити середовище, сприяти кращому розумінню території водозбору Тайн і побудувати репутацію водозбору Тайн як місця екологічної досконалості.

## Пісні, які згадують про річку Тайн
- Asonance — Kopce u pramenů řeky Tyne/ Пагорби у джерела Тайн (чеська адаптація народної пісні The Rolling Hills of the Borders, в якій Тайн не згадується)
- Blur — This Is a Low
- Busker — Home Newcastle
- Elvis Costello — Oliver's Army
- Елтон Джон — Merry Christmas Maggie Thatcher (мюзикл «Біллі Елліот»)
- Марк Нопфлер — Sailing to Philadelphia,  Why Aye Man,  Fare Thee Well Northumberland, 5.15 A.M.
- Lindisfarne — Fog on the Tyne
- Madness — Driving in My Car
- Jimmy Nail — Big River
- Gretchen Peters — England Blues
- Hilton Valentine — River Tyne
- Kate Rusby — Bring Me a Boat
- Стінг — All This Time, I Was Brought To My Sense
- Dire Straits — Southbound Again, Down to the Waterline
- Пол Гаскойн — Fog on the Tyne
- народна, ковер Стінга — Waters of Tyne
- Renaissance — Back Home Once Again (The Paper Lads' TV Theme)
- Roger Whittaker — Durham Town (хоча Дурхем насправді на річці Вір, а не Тайн)
- Ерік Бердон та the Animals — The Immigrant Lad
- The Nice — Five Bridges Suite
- Genesis — Blood on the Rooftops
- Big Big Train — Swan Hunter